# O Hospital (série de televisão)
O Hospital é uma série documental produzida pela Record e lançada primeiramente na plataforma de streaming PlayPlus no dia 18 de junho de 2021. A estreia na TV aconteceu uma semana depois, no dia 25 de junho.

## Enredo
Na primeira temporada, foram mostradas as rotinas de médicos, enfermeiros e pacientes durante a fase crítica da Pandemia de COVID-19, como forma de homenagem a todas as vítimas pelo novo coronavírus.[carece de fontes?]
Na segunda temporada, a série manteve o formato de acompanhar a rotina dos médicos, pacientes, enfermeiros e outros funcionários nos hospitais, agora sobre outra perspectiva num cenário pós-pandemia, além de tirar dicas dos telespectadores sobre as doenças.

## Produção
Para a gravação dos episódios da primeira série, o cenário escolhido foi o Hospital Moriah, erguido na antiga central de transmissões da Record no bairro da Moema, em São Paulo. As produções tiveram início no mês de setembro de 2020, passando por algumas interrupções durante o agravamento da Pandemia de COVID-19.
Após quatro anos da transmissão da primeira temporada, a Record decidiu dar continuidade ao produto, lançando uma segunda temporada, mas agora rondando outros hospitais em cidades brasileiras e adotando um formato diferente da temporada anterior, agora passando a contar com a interação do público para tirada de dúvidas, através do quadro O Hospital Responde.

## Exibição
Os episódios são disponibilizados na plataforma PlayPlus uma semana antes da exibição na TV, mas com um diferencial, como o acesso aos bastidores da série e conteúdos exclusivos. A primeira temporada era exibida na Record nas sextas-feiras ás 23 horas, ficando no ar de 25 de junho a 3 de setembro de 2021. Já a segunda temporada passou a ser exibida aos domingos dentro do Domingo Espetacular, estreando no dia 19 de janeiro de 2025.

## Episódios

### Primeira temporada (2021)
| # | #  | Título                                                            | Dirigido por | Escrito por | Exibição               |
| --- | -- | ----------------------------------------------------------------- | ------------ | ----------- | ---------------------- |
| 1 | 1  | "Tumor cerebral e cirurgia robótica no coração"                   | ASD          | ASD         | 18 de junho de 2021    |
| Uma equipe multidisciplinar trava uma batalha contra um tumor cerebral e o Dr. Robinson Poffo está pronto para entrar em um coração com a ajuda de um robô. |    |                                                                   |              |             |                        |
| 2 | 2  | "Câncer no rim, redução de mamas e retirada de pólipos"           | ASD          | ASD         | 25 de junho de 2021    |
| O time de ginecologia do dr. Mariano Tamura precisa lidar com um resultado de biópsia que a paciente não esperava. |    |                                                                   |              |             |                        |
| 3 | 3  | "Luta pela vida na pandemia de coronavírus"                       | ASD          | ASD         | 2 de julho de 2021     |
| Após 124 dias internado devido a um quadro grave de covid-19, o paciente Felipe Dextro sai para o seu primeiro passeio fora do quarto. O processo é lento e cuidadoso, mas emocionante. Felipe e sua noiva não conseguem conter as lágrimas ao sentirem o sol em contato com a pele.                                                                             |    |                                                                   |              |             |                        |
| 4 | 4  | "No meio da pandemia"                                             | ASD          | ASD         | 9 de julho de 2021     |
| O câncer de pele é uma doença traiçoeira e discreta, que acaba passando despercebida por muitos pacientes. Por sorte, não foi este o caso de Alessandra Alves, que diagnosticou o problema por meio da biópsia de uma pequena pinta. Com a descoberta precoce, o doutor Alexandre pode realizar uma cirurgia antes que a doença pudesse se agravar.              |    |                                                                   |              |             |                        |
| 5 | 5  | "Quando o médico vira paciente"                                   | ASD          | ASD         | 16 de julho de 2021    |
| O médico ortopedista do Hospital Moriah, José Carlos Garcia, passa por um procedimento cirúrgico para tratar uma hérnia de hiato com a qual convive há mais de 20 anos. Quando um profissional e colega de trabalho se torna o paciente, a atmosfera de confiança e parceria aumenta na sala de cirurgia.                                                        |    |                                                                   |              |             |                        |
| 6 | 6  | "A importância da família"                                        | ASD          | ASD         | 23 de julho de 2021    |
| O ortopedista do Hospital Moriah, doutor José Carlos Garcia, foi responsável pelo procedimento do próprio irmão. José Ricardo precisou operar um problema no ombro que atrapalhava seu cotidiano e limitava sua mobilidade. |    |                                                                   |              |             |                        |
| 7 | 7  | "Cirurgia robótica e reconstrução mamária"                        | ASD          | ASD         | 30 de julho de 2021    |
| O paciente David Abegão se interna para uma reconstrução de joelho após muito tempo de incômodo. Este é o segundo procedimento do gênero para o advogado, mas o plano de operação desta vez conta com o uso de um robô. Um procedimento inédito no Brasil realizado pelo Hospital Moriah.                                                                        |    |                                                                   |              |             |                        |
| 8 | 8  | "Em busca da qualidade de vida"                                   | ASD          | ASD         | 6 de agosto de 2021    |
| A gerente executiva Daniela Neri sofre com a Síndrome Metabólica e problemas de refluxo. Além disso, ela precisa corrigir uma hérnia e fazer uma biópsia do fígado inflamado. Para isso, ela confia na doutora Ana Olga Nagano, cirurgiã do aparelho digestivo.                                                                                                  |    |                                                                   |              |             |                        |
| 9 | 9  | "Reconstrução de intestino, prótese de quadril e lesões no braço" | ASD          | ASD         | 13 de agosto de 2021   |
| Uma necrose asséptica no fêmur causou dores e dificuldades na vida do biomédico Thiago Romano por muito tempo. Nas mãos do ortopedista doutor Marco Aurélio Neves, o rapaz passará por uma cirurgia para colocação de prótese no quadril, um procedimento que mudará a sua vida.                                                                                 |    |                                                                   |              |             |                        |
| 10 | 10 | "Artrite reumatoide e estreitamento do canal vertebral"           | ASD          | ASD         | 20 de agosto de 2021   |
| A advogada Ana Maria Casabona tem dificuldades para andar há 6 meses devido às dores nas pernas causadas por uma lesão na coluna. O ortopedista Alexandre Sadao comanda um rápido procedimento de descompressão medular para aliviar o desconforto da paciente.                                                                                                  |    |                                                                   |              |             |                        |
| 11 | 11 | "Cirurgias em atletas e Endometriose"                             | ASD          | ASD         | 27 de agosto de 2021   |
| O atleta de fisiculturismo Eduardo Correa se interna no Hospital Moriah para tratamento da artroscopia no ombro com os ortopedistas José Carlos Garcia e Paulo Muzy. Por ter começado a carreira cedo, o paciente já lidou como muitas lesões e esta é a sua 11ª cirurgia da vida, sendo a terceira no ombro.                                                    |    |                                                                   |              |             |                        |
| 12 | 12 | "Cirurgia estética e Reconstrução Intestinal"                     | ASD          | ASD         | 3 de setembro de 2021  |
| A rotina dentro de um hospital é muito difícil para todos os profissionais envolvidos. Equilibrar a vida pessoal com a vida profissional é sempre um desafio, mas torna cada momento bem mais especial. O cirurgião plástico Thomas Benson e o oncologista João Carlos Resende mostram suas famílias e como aproveitam cada segundo ao lado das esposas e filhos |    |                                                                   |              |             |                        |
| 13 | 13 | "Prótese de quadril e redução de mamas"                           | ASD          | ASD         | 10 de setembro de 2021 |
| É o único episódio que foi disponibilizado apenas no PlayPlus, não indo ao ar na TV |    |                                                                   |              |             |                        |

### Segunda temporada (2025)
| #                                                                     | #  | Título                | Dirigido por | Escrito por | Exibição              |
| --------------------------------------------------------------------- | -- | --------------------- | ------------ | ----------- | --------------------- |
| 1                                                                     | 14 | "Cirurgia Bariátrica" | ASD          | ASD         | 19 de janeiro de 2025 |
| Um paciente com obesidade grave relata os momentos pré e pós-cirurgia |    |                       |              |             |                       |